# ويليام رايلي
ويليام رايلي (11 أغسطس 1888 - 9 أغسطس 1917) (بالإنجليزية: William Riley)‏ هو لاعب كريكت بريطاني.